# Medicine at Midnight
Medicine at Midnight ist das zehnte Studioalbum der US-amerikanischen Rockband Foo Fighters. Es erschien am 5. Februar 2021 bei RCA Records. Es handelt sich um das achte und letzte Album mit Taylor Hawkins am Schlagzeug, da er im folgenden Jahr während der Tour zum Album am 25. März 2022 in Bogotá (Kolumbien) verstarb.

## Entstehung
Nach einer Pause nach der Tour zu Concrete and Gold, die von Oktober 2018 bis August 2019 dauerte, griff die Band unter anderem Ideen auf, die Dave Grohl schon vor Beginn der Auszeit entwickelt hatte. Im Oktober 2019 begannen die Foo Fighters, gemeinsam aufzunehmen. Grohl beschrieb das sich entwickelnde Album als „wirklich krass“ („fucking weird“). Die Aufnahmen fanden in einem alten Haus in Encino, Los Angeles, statt, von dem die Band anschließend über unerklärliche Phänomene wie merkwürdige Geräusche und Videoaufnahmen berichtete.

## Titelliste
Alle Titel wurden von Foo Fighters geschrieben.
| Nr.          | Titel                | Länge |
| ------------ | -------------------- | ----- |
| 1.           | Making a Fire        | 4:15  |
| 2.           | Shame Shame          | 4:17  |
| 3.           | Cloudspotter         | 3:53  |
| 4.           | Waiting on a War     | 4:13  |
| 5.           | Medicine at Midnight | 3:30  |
| 6.           | No Son of Mine       | 3:28  |
| 7.           | Holding Poison       | 4:24  |
| 8.           | Chasing Birds        | 4:12  |
| 9.           | Love Dies Young      | 4:20  |
| Gesamtlänge: | Gesamtlänge:         | 36:32 |

## Rezeption

### Rezensionen
Von Kritikern bekam das Album im Allgemeinen positive Bewertungen. Bei Metacritic erhielt das Album eine Wertung von 75 % als Durchschnitt aus 23 Rezensionen sowie das Prädikat „Generally favorable“ (dt. „Grundsätzlich positiv“). Bei AllMusic schrieb Stephen Thomas Erlewine: „Big riffs battle with the kind of nagging singalong choruses the band have avoided over the years, a combination that makes Medicine at Midnight rush by with the intoxication of a good night out. […]  Medicine at Midnight is a speedy, hooky, and efficient record, every bit the party album Grohl promised.“ Die Bewertung lag bei 4,5 von fünf Sternen.

### Charts und Chartplatzierungen
Medicine at Midnight erreichte in Deutschland die Chartspitze der Albumcharts und platzierte sich eine Woche an ebendieser sowie drei Wochen in den Top 10 und 13 Wochen in den Charts. Die Band erreichte hiermit zum 14. Mal die deutschen Albumcharts, es ist ihr achtes Top-10-Album sowie das zweite Nummer-eins-Album nach Wasting Light. Darüber hinaus platzierte sich Medicine at Midnight an der Chartspitze der deutschen Vinylcharts.
| ChartsChartplatzierungen       | Höchstplatzierung | Wochen |
| ------------------------------ | ----------------- | ------ |
| Deutschland (GfK)              | 1 (13 Wo.)        | 13     |
| Österreich (Ö3)                | 1 (10 Wo.)        | 10     |
| Schweiz (IFPI)                 | 1 (15 Wo.)        | 15     |
| Vereinigtes Königreich (OCC)   | 1 (11 Wo.)        | 11     |
| Vereinigte Staaten (Billboard) | 3 (4 Wo.)         | 4      |

| ChartsJahrescharts (2021)    | Platzierung |
| ---------------------------- | ----------- |
| Deutschland (GfK)            | 64          |
| Österreich (Ö3)              | 51          |
| Schweiz (IFPI)               | 36          |
| Vereinigtes Königreich (OCC) | 56          |

### Auszeichnungen für Musikverkäufe
| Land/Region                  | Auszeichnungen für Musikverkäufe (Land/Region, Auszeichnung, Verkäufe) | Verkäufe |
| ---------------------------- | ---------------------------------------------------------------------- | -------- |
| Vereinigtes Königreich (BPI) | Silber                                                                 | 60.000   |
| Insgesamt                    | 1× Silber ·                                                            | 60.000   |

Hauptartikel: Foo Fighters/Auszeichnungen für Musikverkäufe